# Okręg wyborczy Dysart Burghs
Okręg wyborczy Dysart Burghs powstał w 1708 r. i wysyłał do brytyjskiej Izby Gmin jednego deputowanego. Okręg położony był w szkockim hrabstwie Fife. Został zlikwidowany w 1832 r.

## Deputowani do brytyjskiej Izby Gmin z okręgu Dysart Burghs
- 1708–1710: John St Clair, torysi
- 1710–1710: James Abercromby
- 1710–1715: James Oswald
- 1715–1722: William Kerr
- 1722–1734: James St Clair, torysi
- 1734–1741: Thomas Leslie
- 1741–1747: James Oswald
- 1747–1754: James St Clair, torysi
- 1754–1768: James Oswald
- 1768–1774: James Townsend Oswald
- 1774–1780: John Johnstone
- 1780–1784: John Henderson
- 1784–1790: Charles Preston
- 1790–1796: Charles Hope
- 1796–1805: James St Claire-Erskine
- 1805–1806: Robert M. Dallas
- 1806–1830: Ronald Crauford Ferguson, wigowie
- 1830–1831: James St Clair-Erskine, lord Loughborough, torysi
- 1831–1832: Ronald Crauford Ferguson, wigowie